# Trachycephalus typhonius
Espèce
Statut de conservation UICN

 LC  : Préoccupation mineure
Synonymes
- Rana typhonia Linnaeus, 1758
- Rana vesicaria Fermin, 1765
- Rana venulosa Laurenti, 1768
- Phrynohyas venulosa (Laurenti, 1768)
- Trachycephalus venulosus (Laurenti, 1768)
- Hyla viridi-fusca Laurenti, 1768
- Hyla tibiatrix Laurenti, 1768

Trachycephalus typhonius est une espèce d'amphibiens de la famille des Hylidae.

## Répartition

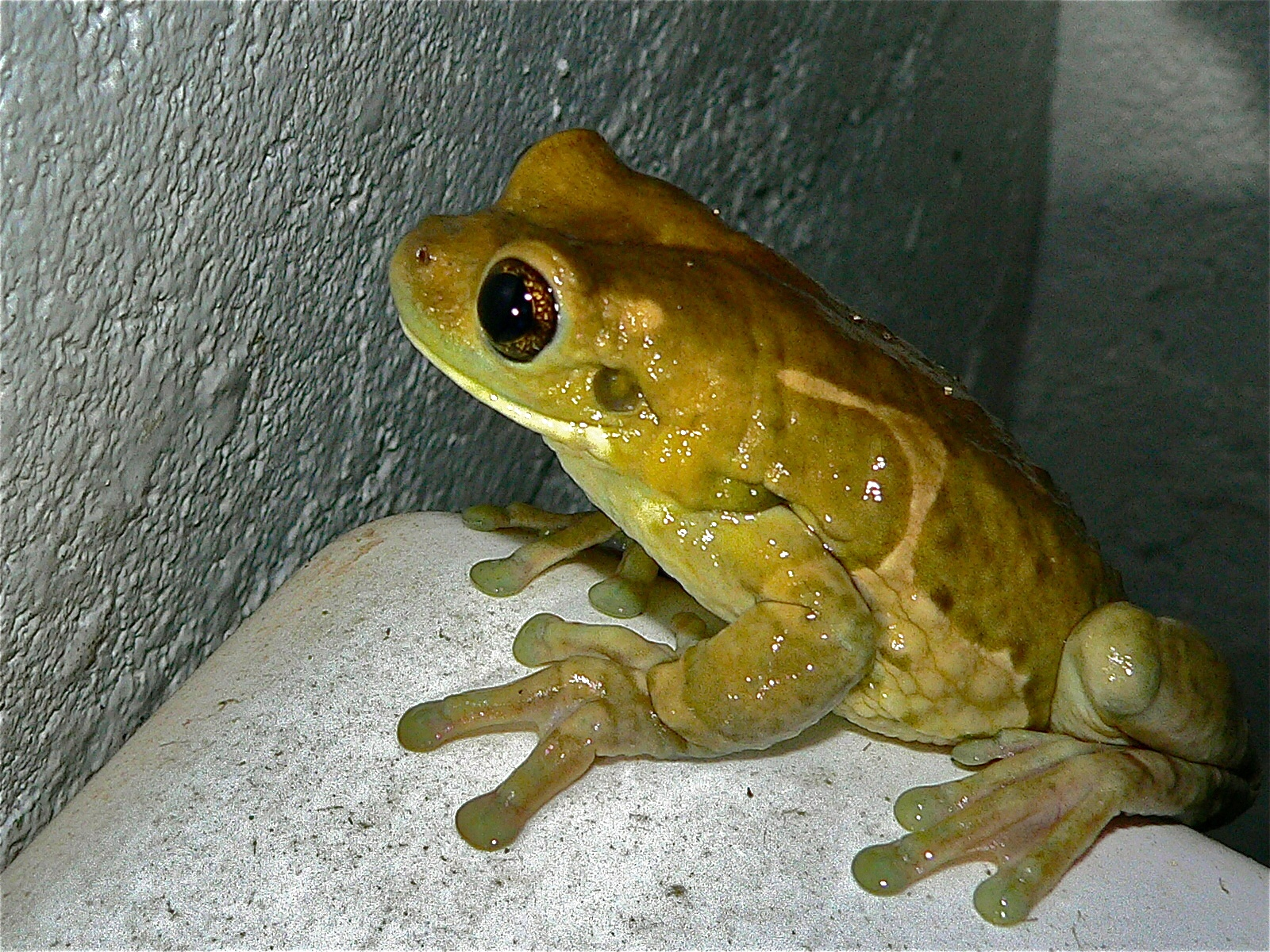
Trachycephalus typhonius (Parc national Santa Rosa, Costa Rica)

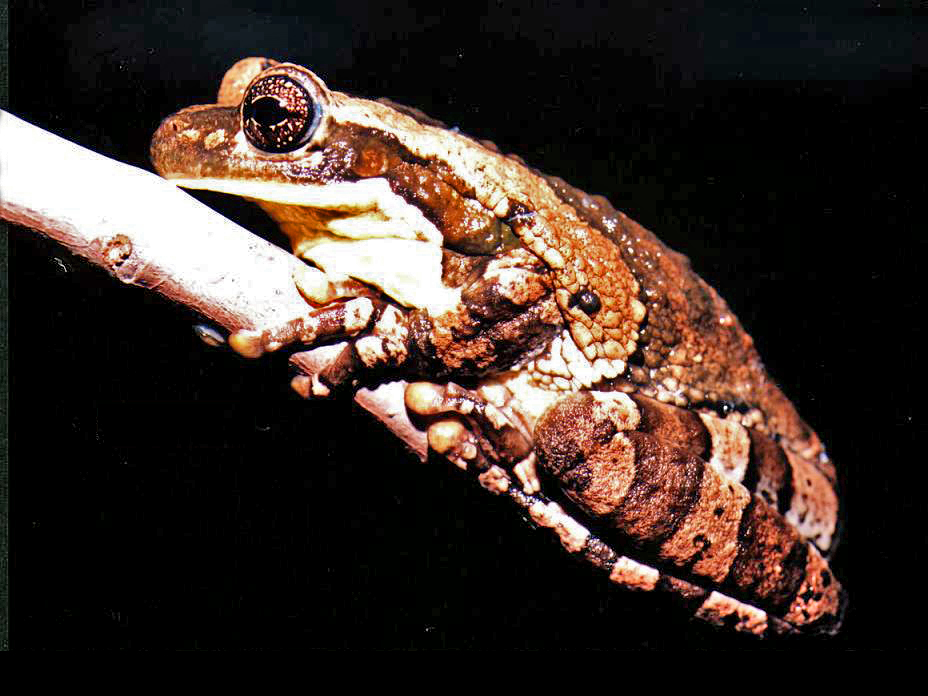
Trachycephalus typhonius

Cette espèce se rencontre en Amérique latine : au Mexique, au Guatemala, au Belize, au Honduras, au Salvador, au Nicaragua, au Costa Rica, au Panamá, en Colombie, au Venezuela, à Trinité-et-Tobago, au Guyana, au Suriname, en Guyane, au Brésil, au Pérou, en Équateur, en Bolivie, au Paraguay et dans le nord de l'Argentine,.

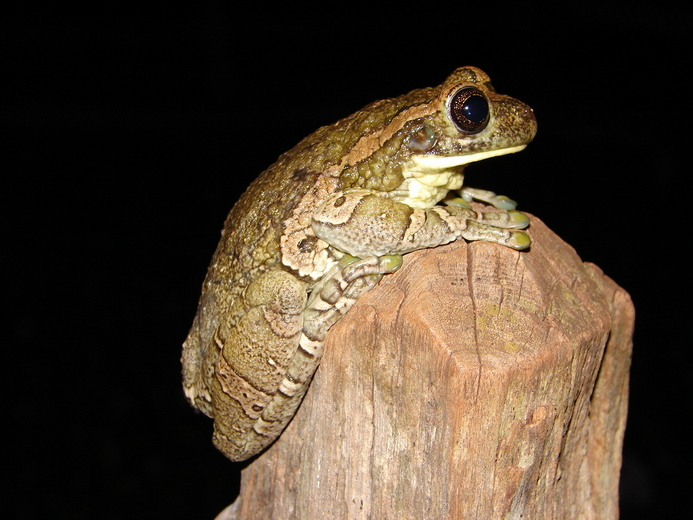
Trachycephalus typhonius

## Liste des synonymes
- Rana typhonia Linnaeus, 1758
- Rana vesicaria Fermin, 1765
- Rana venulosa Laurenti, 1768
- Phrynohyas venulosa (Laurenti, 1768)
- Trachycephalus venulosus (Laurenti, 1768)
- Hyla viridi-fusca Laurenti, 1768
- Hyla tibiatrix Laurenti, 1768
- Rana reticularis Lacépède, 1788
- Hyla venulosa (Laurenti, 1768)
- Hyla intermixta Daudin, 1801
- Hyla variegata Daudin, 1802
- Rana meriana Shaw, 1802
- Calamita tibicen Merrem, 1820
- Hyla zonata Spix, 1824
- Hyla bufonia Spix, 1824
- Hyla vermiculata Duméril & Bibron, 1841
- Hyla lichenosa Günther, 1858
- Scytopis hebes Cope, 1862
- Hyla spilomma Cope, 1877
- Hyla paenulata Brocchi, 1879
- Hyla nigropunctata Boulenger, 1882
- Hyla palpebrogranulata Andersson, 1906
- Hyla wettsteini Ahl, 1933
- Hyla zernyi Ahl, 1933
- Acrodytes inflata Taylor, 1944
- Acrodytes modesta Taylor & Smith, 1945
- Hyla macrotis Andersson, 1945
- Phrynohyas ingens Duellman, 1956
- Phrynohyas latifasciata Duellman, 1956
- Phrynohyas corasterias Shannon & Humphrey, 1957
- Hyla adenoderma Lutz, 1968
- Argenteohyla altamazonica Henle, 1981

## Publication originale
- Linnaeus, 1758 : Systema naturae per regna tria naturae, secundum classes, ordines, genera, species, cum characteribus, differentiis, synonymis, locis, ed. 10 (texte intégral).